# Podotricha diaphana
Podotricha diaphana är en fjärilsart som beskrevs av Friedrich Wilhelm Niepelt 1915. Podotricha diaphana ingår i släktet Podotricha och familjen praktfjärilar. Inga underarter finns listade i Catalogue of Life.